# Olympische Sommerspiele 2000/Segeln
Bei den Olympischen Sommerspielen 2000 in der australischen Metropole Sydney fanden elf Wettkämpfe im Segeln statt.
Austragungsort war Port Jackson.

## Bilanz

Olympische Bootsklassen 2000: (von links) Europe, Windsurfen (Mistral), Laser, Finn-Dinghy, 470er, 49er, Tornado, Star, Soling

### Medaillenspiegel
| Platz  | Land               | Gold | Silber | Bronze | Gesamt |
| ------ | ------------------ | ---- | ------ | ------ | ------ |
| 1      | Großbritannien     | 3    | 2      | –      | 5      |
| 2      | Australien         | 2    | 1      | 1      | 4      |
| 3      | Österreich         | 2    | –      | –      | 2      |
| 4      | Vereinigte Staaten | 1    | 2      | 1      | 4      |
| 5      | Italien            | 1    | 1      | –      | 2      |
| 6      | Dänemark           | 1    | –      | –      | 1      |
| 6      | Finnland           | 1    | –      | –      | 1      |
| 8      | Deutschland        | –    | 2      | 1      | 3      |
| 9      | Argentinien        | –    | 1      | 2      | 1      |
| 10     | Brasilien          | –    | 1      | 1      | 2      |
| 11     | Niederlande        | –    | 1      | –      | 1      |
| 12     | Neuseeland         | –    | –      | 2      | 1      |
| 13     | Norwegen           | –    | –      | 1      | 1      |
| 13     | Schweden           | –    | –      | 1      | 1      |
| 13     | Ukraine            | –    | –      | 1      | 1      |
| Gesamt | Gesamt             | 11   | 11     | 11     | 33     |

### Medaillengewinner
Männer
| Disziplin   | Gold                              | Silber                                          | Bronze                                     |
| ----------- | --------------------------------- | ----------------------------------------------- | ------------------------------------------ |
| Finn-Dinghy | Iain Percy                        | Luca Devoti                                     | Fredrik Lööf                               |
| Windsurfen  | Christoph Sieber                  | Carlos Espínola                                 | Aaron McIntosh                             |
| 470er       | Australien Tom King Mark Turnbull | Vereinigte Staaten Paul Foerster Robert Merrick | Argentinien Javier Conte Juan de la Fuente |

Frauen
| Disziplin  | Gold                                       | Silber                                      | Bronze                                   |
| ---------- | ------------------------------------------ | ------------------------------------------- | ---------------------------------------- |
| Europe     | Shirley Robertson                          | Margriet Matthijsse                         | Serena Amato                             |
| Windsurfen | Alessandra Sensini                         | Amelie Lux                                  | Barbara Kendall                          |
| 470er      | Australien Jenny Armstrong Belinda Stowell | Vereinigte Staaten J. J. Isler Sarah Glaser | Ukraine Olena Pacholtschyk Ruslana Taran |

Offene Klassen
| Disziplin | Gold                                                  | Silber                                                 | Bronze                                                       |
| --------- | ----------------------------------------------------- | ------------------------------------------------------ | ------------------------------------------------------------ |
| Laser     | Ben Ainslie                                           | Robert Scheidt                                         | Michael Blackburn                                            |
| 49er      | Finnland Jyrki Järvi Thomas Johanson                  | Großbritannien Ian Barker Simon Hiscocks               | Vereinigte Staaten Charles McKee Jonathan McKee              |
| Star      | Vereinigte Staaten Magnus Liljedahl Mark Reynolds     | Großbritannien Mark Covell Ian Walker                  | Brasilien Marcelo Ferreira Torben Grael                      |
| Soling    | Dänemark Jesper Bank Henrik Blakskjær Thomas Jacobsen | Deutschland Gunnar Bahr Ingo Borkowski Jochen Schümann | Norwegen Paul Davis Herman Horn Johannessen Espen Stokkeland |
| Tornado   | Österreich Roman Hagara Hans-Peter Steinacher         | Australien Darren Bundock John Forbes                  | Deutschland Roland Gäbler René Schwall                       |

## Ergebnisse Männer

### Finn Dinghy
| Platz | Land | Athlet                | Punkte |
| ----- | ---- | --------------------- | ------ |
| 1     | GBR  | Iain Percy            | 35     |
| 2     | ITA  | Luca Devoti           | 46     |
| 3     | SWE  | Fredrik Lööf          | 47     |
| 4     | POL  | Mateusz Kusznierewicz | 48     |
| 5     | FRA  | Xavier Rohart         | 55     |
| 6     | USA  | Russ Silvestri        | 64     |
| 7     | BEL  | Sébastien Godefroid   | 65     |
| 8     | TUR  | Ali Enver Adakan      | 66     |

### Windsurfen(Mistral)
| Platz | Land | Athlet                 | Punkte |
| ----- | ---- | ---------------------- | ------ |
| 1     | AUT  | Christoph Sieber       | 38     |
| 2     | ARG  | Carlos Espínola        | 43     |
| 3     | NZL  | Aaron McIntosh         | 48     |
| 4     | AUS  | Lars Kleppich          | 61     |
| 5     | CHN  | Zhou Yuanguo           | 64     |
| 6     | GRE  | Nikolaos Kaklamanakis  | 64     |
| 7     | ISR  | Amit Inbar             | 79     |
| 8     | POL  | Przemysław Miarczyński | 84     |

### 470er
| Platz | Land | Athleten                                     | Punkte |
| ----- | ---- | -------------------------------------------- | ------ |
| 1     | AUS  | Tom King Mark Turnbull                       | 38     |
| 2     | USA  | Paul Foerster Robert Merrick                 | 42     |
| 3     | ARG  | Javier Conte Juan de la Fuente               | 57     |
| 4     | GBR  | Nick Rogers Joe Glanfield                    | 58     |
| 5     | POR  | Álvaro Marinho Miguel Nunes                  | 67     |
| 6     | UKR  | Jewhen Braslawez Ihor Matwijenko             | 72     |
| 7     | NZL  | Simon Cooke Peter Nicholas                   | 76     |
| 8     | GRE  | Andreas Kosmatopoulos Konstantinos Trigkonis | 78     |

## Ergebnisse Frauen

### Europe
| Platz | Land | Athletin            | Punkte |
| ----- | ---- | ------------------- | ------ |
| 1     | GBR  | Shirley Robertson   | 37     |
| 2     | NED  | Margriet Matthijsse | 39     |
| 3     | ARG  | Serena Amato        | 51     |
| 4     | ESP  | Neus Garriga        | 61     |
| 5     | FIN  | Sari Multala        | 61     |
| 6     | BEL  | Min Dezillie        | 68     |
| 7     | CZE  | Lenka Šmídová       | 75     |
| 8     | ITA  | Larissa Nevierov    | 75     |

### Windsurfen(Mistral)
| Platz | Land | Athletin              | Punkte |
| ----- | ---- | --------------------- | ------ |
| 1     | ITA  | Alessandra Sensini    | 15     |
| 2     | GER  | Amelie Lux            | 15     |
| 3     | NZL  | Barbara Kendall       | 19     |
| 4     | USA  | Carrie Butler-Beashel | 57     |
| 5     | AUS  | Jessica Crisp         | 59     |
| 6     | HKG  | Lee Lai-shan          | 59     |
| 7     | CHN  | Zhang Chujun          | 60     |
| 8     | ESP  | María del Carmen Vaz  | 72     |

### 470er
| Platz | Land | Athletinnen                      | Punkte |
| ----- | ---- | -------------------------------- | ------ |
| 1     | AUS  | Jenny Armstrong Belinda Stowell  | 33     |
| 2     | USA  | J. J. Isler Sarah Glaser         | 47     |
| 3     | UKR  | Olena Pacholtschyk Ruslana Taran | 48     |
| 4     | ISR  | Shani Kedmi Anat Fabrikant       | 50     |
| 5     | GER  | Nicola Birkner Wibke Buelle      | 54     |
| 6     | ESP  | Natalia Vía Dufresne Sandra Azón | 55     |
| 7     | ITA  | Federica Salva Emanuela Sossi    | 60     |
| 8     | JPN  | Yumiko Shige Alicia Kinoshita    | 66     |

## Ergebnisse Offene Klassen

### Laser
| Platz | Land | Athlet            | Punkte |
| ----- | ---- | ----------------- | ------ |
| 1     | GBR  | Ben Ainslie       | 42     |
| 2     | BRA  | Robert Scheidt    | 44     |
| 3     | AUS  | Michael Blackburn | 60     |
| 4     | NED  | Serge Kats        | 72     |
| 5     | AUT  | Andreas Geritzer  | 78     |
| 6     | POR  | Gustavo Lima      | 83     |
| 7     | POL  | Maciej Grabowski  | 86     |
| 8     | ITA  | Diego Negri       | 91     |

### 49er
| Platz | Land | Athleten                                  | Punkte |
| ----- | ---- | ----------------------------------------- | ------ |
| 1     | FIN  | Jyrki Järvi Thomas Johanson               | 55     |
| 2     | GBR  | Ian Barker Simon Hiscocks                 | 60     |
| 3     | USA  | Charles McKee Jonathan McKee              | 64     |
| 4     | ESP  | Santiago López-Vázquez Javier de la Plaza | 79     |
| 5     | GER  | Marcus Baur Philip Barth                  | 81     |
| 6     | AUS  | Christopher Nicholson Daniel Phillips     | 86     |
| 7     | POR  | Afonso Domingos Diogo Cayolla             | 93     |
| 8     | DEN  | Daniel Slater Nathan Handley              | 99     |

### Star
| Platz | Land | Athleten                           | Punkte |
| ----- | ---- | ---------------------------------- | ------ |
| 1     | USA  | Magnus Liljedahl Mark Reynolds     | 34     |
| 2     | GBR  | Mark Covell Ian Walker             | 35     |
| 3     | BRA  | Marcelo Ferreira Torben Grael      | 39     |
| 4     | BER  | Peter Bromby Lee White             | 45,3   |
| 5     | CAN  | Ross MacDonald Kai Bjorn           | 48     |
| 6     | NED  | Mark Neeleman Jos Schrier          | 50     |
| 7     | AUS  | Colin Beashel David Giles          | 51     |
| 8     | ESP  | José van der Ploeg Rafael Trujillo | 55     |

### Soling
| Platz | Land | Athleten                                            |
| ----- | ---- | --------------------------------------------------- |
| 1     | DEN  | Jesper Bank Henrik Blakskjær Thomas Jacobsen        |
| 2     | GER  | Gunnar Bahr Ingo Borkowski Jochen Schümann          |
| 3     | NOR  | Paul Davis Herman Horn Johannessen Espen Stokkeland |
| 4     | NED  | Roy Heiner Peter van Niekerk Dirk de Ridder         |
| 5     | NZL  | Rod Davis Donald Cowie Alan Smith                   |
| 6     | RUS  | Georgi Shayduko Oleg Khoperskii Andrei Kiriljuk     |

### Tornado
| Platz | Land | Athleten                           | Punkte |
| ----- | ---- | ---------------------------------- | ------ |
| 1     | AUT  | Roman Hagara Hans-Peter Steinacher | 16     |
| 2     | AUS  | Darren Bundock John Forbes         | 25     |
| 3     | GER  | Roland Gäbler René Schwall         | 38     |
| 4     | FRA  | Pierre Pennec Yann Guichard        | 43     |
| 5     | NZL  | Chris Dickson Glen Sowry           | 46     |
| 6     | GBR  | Hugh Styles Adam May               | 53     |
| 7     | USA  | John Lovell Charlie Ogletree       | 57     |
| 8     | PUR  | Quique Figueroa Pedro Colón        | 58     |